# Liste der denkmalgeschützten Objekte in Trebišov
Die Liste der denkmalgeschützten Objekte in Trebišov enthält die 13 nach slowakischen Denkmalschutzvorschriften geschützten Objekte in der Gemeinde Trebišov im Okres Trebišov.

## Denkmäler
| Foto |                 | Denkmal / č. ÚZPF                              | Standort / Konskr. Nr.                                    | Offizielle Beschreibung               | Beschreibung                                                 | Metadaten                                                          |
| ---- | --------------- | ---------------------------------------------- | --------------------------------------------------------- | ------------------------------------- | ------------------------------------------------------------ | ------------------------------------------------------------------ |
|      | Datei hochladen | Gedenktafel(sk) ObjektID: 811-1634/0           | 43 KG: Trebišov Konskr.Nr.: 191                           | SNP-boje                              | für den Kampf im Nationalaufstand                            | č. NKP: 811-1634/0 Stand des NKP: 2012-02-08 Name: TABUĽA PAMÄTNÁ  |
| ja   | Datei hochladen | Paulinenkloster(sk) ObjektID: 811-4/1          | Štefánikova ul. 55 Standort KG: Trebišov Konskr.Nr.: 252  | paulínsky                             |                                                              | č. NKP: 811-4/1 Stand des NKP: 2012-02-08 Name: KLÁŠTOR PAULÍNOV   |
| ja   | Datei hochladen | Kirche(sk) ObjektID: 811-4/2                   | Štefánikova ul. 59 Standort KG: Trebišov Konskr.Nr.: 665  | r.k.Navštívenia P.M.; paulínsky       | Klosterkirche Mariä Himmelfahrt                              | č. NKP: 811-4/2 Stand des NKP: 2012-02-08 Name: KOSTOL             |
| ja   | Datei hochladen | Schloss(sk) Schloss Trebišov ObjektID: 811-1/1 | Štefánikova ul. 61 Standort KG: Trebišov Konskr.Nr.: 257  | Andrássyovský                         | Herrenhaus Andrássy, im Schloss ist ein Museum untergebracht | č. NKP: 811-1/1 Stand des NKP: 2012-02-08 Name: KAŠTIEĽ            |
| ja   | Datei hochladen | ČELADNÍK ObjektID: 811-1/2                     | Štefánikova ul. 64 Standort KG: Trebišov Konskr.Nr.: 263  |                                       |                                                              | č. NKP: 811-1/2 Stand des NKP: 2012-02-08 Name: ČELADNÍK           |
| ja   | Datei hochladen | Wirtschaftsgebäude(sk) ObjektID: 811-1/3       | Štefánikova ul. 62 Standort KG: Trebišov Konskr.Nr.: 260  |                                       |                                                              | č. NKP: 811-1/3 Stand des NKP: 2012-02-08 Name: STAVBA HOSPODÁRSKA |
| ja   | Datei hochladen | Hippodrom(sk) ObjektID: 811-1/4                | Štefánikova ul. 63 Standort KG: Trebišov Konskr.Nr.: 2751 |                                       |                                                              | č. NKP: 811-1/4 Stand des NKP: 2012-02-08 Name: JAZDIAREŇ          |
| ja   | Datei hochladen | Stallung(sk) ObjektID: 811-1/5                 | Štefánikova ul. 66 Standort KG: Trebišov Konskr.Nr.: 2759 |                                       |                                                              | č. NKP: 811-1/5 Stand des NKP: 2012-02-08 Name: MAŠTAĽ             |
| ja   | Datei hochladen | Wirtschaftsgebäude(sk) ObjektID: 811-1/6       | Štefánikova ul. 66 Standort KG: Trebišov Konskr.Nr.: 258  |                                       |                                                              | č. NKP: 811-1/6 Stand des NKP: 2012-02-08 Name: STAVBA HOSPODÁRSKA |
| ja   | Datei hochladen | Burg(sk) ObjektID: 811-1/7                     | Štefánikova ul. 0 Standort KG: Trebišov Konskr.Nr.:       | ruina; Trebišovský hrad               | Burgruine Trebišov                                           | č. NKP: 811-1/7 Stand des NKP: 2012-02-08 Name: HRAD               |
| ja   | Datei hochladen | Mausoleum(sk) ObjektID: 811-1/8                | Štefánikova ul. 0 Standort KG: Trebišov Konskr.Nr.: 2563  | rod.Andrássy; Andrássyovské mauzóleum | der Familie Andrássy                                         | č. NKP: 811-1/8 Stand des NKP: 2012-02-08 Name: MAUZÓLEUM          |
| ja   | Datei hochladen | Park(sk) ObjektID: 811-1/9                     | Štefánikova ul. 0 Standort KG: Trebišov Konskr.Nr.:       |                                       |                                                              | č. NKP: 811-1/9 Stand des NKP: 2012-02-08 Name: PARK               |
|      | Datei hochladen | Kirche(sk) ObjektID: 811-1/10                  | Štefánikova ul. KG: Trebišov Konskr.Nr.:                  | r.k.sv.Ducha                          | römisch-katholische Heiliggeistkirche                        | č. NKP: 811-1/10 Stand des NKP: 2012-02-08 Name: KOSTOL ZÁKLADY    |

## Legende
Die Tabelle enthält im Einzelnen folgende Informationen:
| Foto:                    | Fotografie des Denkmals. |
| Denkmal / č. ÚZPF:       | Die Übersetzung der Bezeichnung des Denkmals, wie sie vom Slowakischen Denkmalamt (Pamiatkový úrad Slovenskej republiky) verwendet wird. Die Originalbezeichnung ist unter dem Fragezeichen angegeben. Fehlt die Übersetzung, so wird die Originalbezeichnung direkt angezeigt. Weiters ist die Objekt-Identifikationsnummer (Objekt ID) angeführt. Sie ist die offizielle, in der Slowakei eindeutige Nummer č. ÚZPF inklusive der zugehörigen Zählnummer, wie sie in den Daten des Denkmalamtes angegeben wird. Da diese nur innerhalb eines Landkreises gezählt wird, ist dessen Nummer der Denkmalnummer vorangestellt. |
| Standort:                | Wenn in der Liste vorhanden, ist die Adresse angegeben. In Klammern kann sich noch eine zusätzliche Adresse befinden, wenn es beispielsweise ein Eckhaus ist. Bei freistehenden Objekten ohne Adresse (zum Beispiel bei Bildstöcken) ist eine Adresse angegeben, die in der Nähe des Objekts liegt. Durch Aufruf des Links Standort wird die Lage des Denkmals in verschiedenen Kartenprojekten angezeigt. Darunter sind die Katastralgemeinde (KG) und, wenn vorhanden, die Konskriptionsnummer (Konskr. Nr.) angegeben.                                                                                                   |
| Offizielle Beschreibung: | Es ist die Kurzbeschreibung auf Slowakisch, wie sie in den offiziellen Listen angegeben ist, eingetragen. |
| Beschreibung:            | Kurze Angaben zum Denkmal auf Deutsch. |
| Metadaten:               | Zusätzlich werden, wenn in den persönlichen Einstellungen das Helferlein Dauerhaftes Einblenden von Metadaten aktiviert ist, ebensolche angezeigt. |

- Karte mit allen Koordinaten:
- OSM |
- WikiMap